# Dibaba
Dibaba, född 2 april 2014 i Sandviken i Gävleborgs län, är en svensk varmblodig travhäst. Hon tränades av Roger Walmann och kördes de sista säsongerna av Torbjörn Jansson. Som unghäst kördes hon av Örjan Kihlström.
Dibaba började tävla i april 2017 och inledde karriären med fyra raka segrar. Hon var obesegrad i sina sex första felfria starter. Hon sprang totalt in 4,6 miljoner kronor på 39 starter varav 11 segrar, 8 andraplatser och 3 tredjeplatser. Hon tog karriärens största seger i Drottning Silvias Pokal (2018). Hon har även kommit på andraplats i Svenskt Trav-Oaks (2017) och Breeders' Crown (2017).

## Karriär

### Tiden som unghäst

#### 2017
Dibaba kvalade på Solvalla den 12 april 2017, körd av Kenneth Haugstad. Hon debuterade i lopp den 27 april 2017 på Gävletravet. Hon kördes av Örjan Kihlström, som sedan kom att köra henne i samtliga starter fram till våren 2019. Hon vann debuten i överlägsen stil med hela upploppet i segermarginal. Framgångarna fortsatte i kommande starter och hon inledde karriären med fyra raka segrar. Hon vann var obesegrad felfri i sina åtta första starter, varav sex segrar och två diskvalifikationer för galopp.
Hon deltog i finalen av Långa E3 den 1 juli 2017 på Bergsåker. Som dittills obesegrad var hon favoritspelad i loppet till oddset 2.30 före andrahandaren Vamp Kronos. Efter att ha startgalopperat diskvalificerades hon och lyckades inte infria favoritskapet. Hon matchades sedan mot nästa stora uppgift, Svenskt Trav-Oaks. Uttagningsloppen kördes den 17 september 2017 på Solvalla. Dibaba segrade på tiden 1.12,8, vilket var den överlägset snabbaste tiden av alla segrare i uttagningsloppen. Prestationen gjorde henne till storfavorit i finalen av Svenskt Trav-Oaks, som gick av stapeln den 1 oktober 2017 på Solvalla. Dibaba kördes i ledningen och hade greppet in på upploppet, men blev till slut tvåa efter att ha besegrats med en halv längd av Candy la Marc som fick fritt från rygg ledaren. Hon avslutade året med Breeders' Crown för treåriga ston. Finalen kördes den 12 november 2017 på Sundbyholm och hon kom där på andraplats, återigen slagen av Candy la Marc.

#### 2018
Dibaba hade varit en av kullens drottningar som treåring efter att ha vunnit sju av tolv starter, samt kommit på andraplats i både Svenskt Trav-Oaks och Breeders' Crown. Ännu saknade hon dock en seger i ett stort årgångslopp.
Hon årsdebuterade på Gävletravet den 29 mars 2018, och segrade direkt i comebacken. Hon gjorde årets andra start den 27 april 2018 på Åby då hon segrade i ett uttagningslopp till Drottning Silvias Pokal. Två veckor senare kördes finalen av Drottning Silvias Pokal, den 12 maj 2018. Hon segrade även i finalen och tog därmed sin första stora seger i ett årgångslopp. Hon segrade dessutom på nytt svenskt rekord med tiden 1.11,4 över 2140 meter autostart.
Den 22 juli 2018 startade hon som storfavorit i finalen av Stochampionatet på Axevalla. Hon diskvalificerades för galopp. Hon startade som favorit även i finalen av Derbystoet den 2 september 2018 på Jägersro, men galopperade även där bort sina möjligheter. Årets sista start gjordes i finalen av Breeders' Crown för fyraåriga ston, den 11 november 2018 på Sundbyholm, där hon kom på femteplats.

### Den äldre eliten

#### 2019
Efter framgångsrika säsonger som unghäst med över 4 miljoner kronor insprunget på 23 starter, började den nu femårige Dibaba under 2019 tävla mot den äldre eliten.
Hon årsdebuterade den 27 april 2019 i Lovely Godivas Lopp på Åby, där hon blev oplacerad efter att ha galopperat bort delar av loppet. Nästa start blev den 15 maj 2019 på Solvalla, där hon kördes av sin nya kusk Torbjörn Jansson för första gången. I loppet kom de på andraplats, slagna av Who's Who. Därefter hade hon en sommar med motgångar, oflyt och flera galopper. Årets första seger kom den 11 oktober 2019 på Romme där hon segrade efter att ha plockat ned Zack's Zoomer utvändigt. Kusken Torbjörn Jansson var rörd efter loppet på grund av ekipagets tidigare motgångar och beskrev det som årets hittills skönaste seger.

## Stamtavla
| Efter Ready Cash       | Indy de Vive  | Viking's Way       | Mickey Viking    |
| Efter Ready Cash       | Indy de Vive  | Viking's Way       | Josubie          |
| Efter Ready Cash       | Indy de Vive  | Tekiflore          | Kepi Vert        |
| Efter Ready Cash       | Indy de Vive  | Tekiflore          | Morgaflore       |
| Efter Ready Cash       | Kidea         | Extreme Dream      | Quito de Talonay |
| Efter Ready Cash       | Kidea         | Extreme Dream      | Tahitienne       |
| Efter Ready Cash       | Kidea         | Doceanide du Lilas | Workaholic       |
| Efter Ready Cash       | Kidea         | Doceanide du Lilas | Oceanide         |
| Undan Moonlight Kronos | Viking Kronos | American Winner    | Super Bowl       |
| Undan Moonlight Kronos | Viking Kronos | American Winner    | B.J.'s Pleasure  |
| Undan Moonlight Kronos | Viking Kronos | Conch              | Bonefish         |
| Undan Moonlight Kronos | Viking Kronos | Conch              | Vikings Venus    |
| Undan Moonlight Kronos | Bell Power    | Pine Chip          | Arndon           |
| Undan Moonlight Kronos | Bell Power    | Pine Chip          | Pine Speed       |
| Undan Moonlight Kronos | Bell Power    | Nara               | Speedy Crown     |
| Undan Moonlight Kronos | Bell Power    | Nara               | Narva Hanover    |